# Beautiful World (album Take That)
Beautiful World – czwarty album studyjny brytyjskiego boysbandu Take That. Jest to równocześnie pierwszy album po wznowieniu działalności grupy w roku 2006. Krążek został wydany 24 listopada 2006 w Wielkiej Brytanii nakładem Polydor, oraz 26 listopada w pozostałej części Europy. Już dwa tygodnie wcześniej utwory z płyty ukazały się w internecie.
Jak oficjalnie określają muzycy z Take That, album jest powrotem do lat świetności z okresu lat 90., jednak z unowocześnionym brzmieniem („A throwback to the 90s, but with a modern twist”). Beautiful World jest pierwszym albumem grupy, w którym każdy członek zespołu śpiewa w całości przynajmniej jedną piosenkę. Płyta została doskonale przyjęta, na co wskazuje liczba sprzedanych kopii w wysokości 3 milionów sztuk na świecie, wliczając w to 2,357,000 egzemplarzy sprzedanych w Wielkiej Brytanii.

## Premiera
Dwa tygodnie przed oficjalnym wydaniem płyty na rynku w Wielkiej Brytanii, iTunes zamieścił album jako dostępny w ofercie przedsprzedaży. Od początku stał się bestsellerem na elektronicznym rynku muzycznym, osiągając szczyt listy w pierwszym dniu oficjalnego ukazania się płyty w sklepach. Łącznie sprzedano ponad 3 miliony kopii na świecie. W grudniu 2006 roku, Take That po raz pierwszy i jako jedyny zespół sięgnął numeru jeden w aż czterech rankingach w Wielkiej Brytanii – Download Chart, UK Album Chart, UK Singles Chart oraz Video Chart.

## Lista utworów
1. „Reach Out” – 4:16
2. „Patience” – 3:22
3. „Beautiful World” – 4:25
4. „Hold On” – 3:56
5. „Like I Never Loved You at All” – 3:44
6. „Shine” – 3:31
7. „I'd Wait for Life” – 4:33
8. „Ain’t No Sense in Love” – 3:51
9. „What You Believe in” – 4:32
10. „Mancunian Way” – 3:48
11. „Wooden Boat”/„Butterfly” – 7:45

## Nagrody i wyróżnienia
Pierwszy singel promujący płytę – Patience, został wyróżniony nagrodą Najlepszego Brytyjskiego Singla (Best British Single) na rozdaniu Brit Awards 2007. Kolejny singel – Shine, został wyróżniony tą samą nagrodą rok później.

## Listy przebojów
| Kraj            | Data              | Miejsce na liście | Certyfikat | Sprzedaż  |
| --------------- | ----------------- | ----------------- | ---------- | --------- |
| Austria         | 1 grudnia 2006    | 8                 | –          | –         |
| Wielka Brytania | 3 grudnia 2006    | 1                 | 8x Platyna | 2 500 000 |
| Niemcy          | 1 grudnia 2006    | 2                 | 1x Platyna | 200 000   |
| Włochy          | 24 listopada 2006 | 27                |            |           |
| Australia       | 24 listopada 2006 | 32                | –          | –         |
| Meksyk          | 5 lutego 2007     | –                 | –          |           |
| Szwajcaria      | 1 grudnia 2006    | 6                 | Złoto      | 15 000    |
| Japonia         | 5 lutego 2007     | 9                 |            | 40 000+   |
| Szwecja         | 1 grudnia 2006    | 40                | –          | –         |
| Świat (Razem)   | 16 grudnia 2006   | Platyna           | 3 000 000+ |           |